# Haridwar

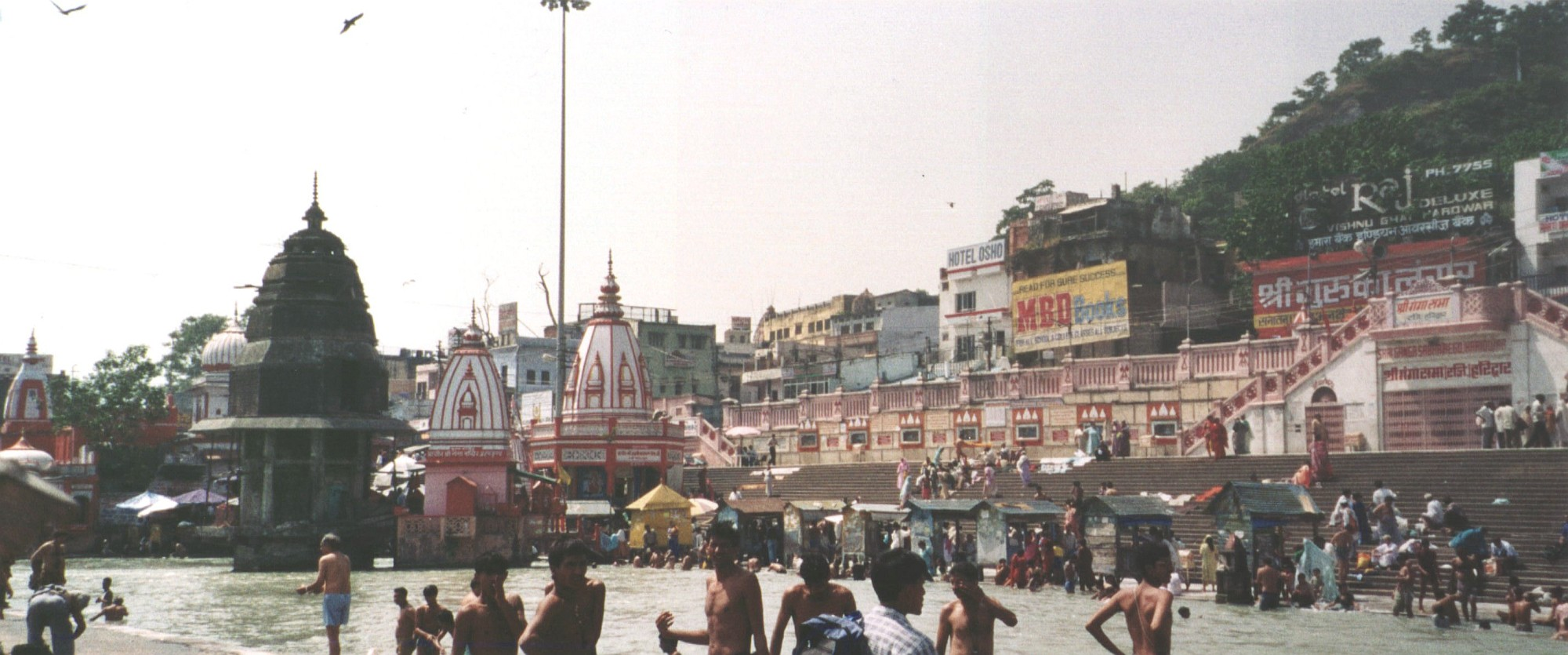
Traditionelle Waschung am Ganges

Haridwar (Hindi: हरिद्वार, Haridvār; auch Hardwar) ist eine Stadt im Bundesstaat Uttarakhand in Indien mit etwa 230.000 Einwohnern (Volkszählung 2011). 
Sie ist Verwaltungssitz des Distrikts Haridwar und liegt am Ganges in einer Höhe von 288 m.
Im Hinduismus ist sie eine Pilgerstätte und zählt zu den sieben heiligen Städten. Hauptzielpunkt der Pilger ist der Hari-ki-Pauri. Im Brahmakund fließen nach Vorstellung der Gläubigen die himmlischen Wasser in den Ganges. Ein Tempel hier soll den Fußabdruck Vishnus enthalten. Der Ort ist deshalb bedeutsam, weil hier der Eintritt des Ganges in die Ebene gesehen wird.
Alle zwölf Jahre findet in Haridwar an den Ufern des für Hindus heiligen Flusses Ganges ein großes religiöses Fest, die Kumbh Mela statt. Die Städte Haridwar, Prayagraj, Nashik und Ujjain veranstalten die Kumbh Mela alle drei Jahre im Wechsel, also jeweils im Zwölfjahresrhythmus. Die letzte Kumbh Mela in Haridwar fand im März und April 2021 statt und wurde von 9,1 Millionen Menschen besucht, davon versammelten sich allein 3,5 Millionen am Haupttag zum Bad im Ganges.
Oberhalb Haridwars erhebt sich der Siwalik-Hügel mit dem Tempel der Manasa Devi, zu dem eine Seilbahn führt. Auf dem Leel Parbat Hügel auf der gegenüberliegenden Flussseite ist der Tempel der Chandi Devi.
Etwa 20 km von Haridwar flussaufwärts liegt der Pilgerort Rishikesh, der berühmt ist für seine Ashrams und Tempel. Bekannt wurde er, als The Beatles in den 1960er Jahren mit Maharishi Mahesh Yogi meditierten.